# 巴爾塔沙 (薩根公爵)
巴爾塔沙（波蘭語：Baltazar żagański，約1415年—1472年7月15日），薩根公爵，揚一世的長子。
1461年，巴爾塔沙的弟弟揚二世借助波希米亞的軍隊佔領了薩根公國並將他驅逐。直到1468年，巴爾塔沙才得以回到薩根。1472年揚二世再次佔領薩根公國，將巴爾塔沙監禁至死。